# Pietro Cataneo

Pratiche delle due prime matematiche, 1567

Pietro Cataneo (* 1510 wahrscheinlich in Siena; † 1569 oder 1574) war ein italienischer Renaissancearchitekt, Mathematiker und Militäringenieur.
Cataneo war Schüler von Baldassare Peruzzi (1481–1536). Er ist vor allem durch sein Werk I Quattro Primi Libri di Architettura (1554) bekannt, das sich mit dem Entwurf befestigter Städte, Kirchen- und Zivilarchitektur befasst. Das Werk hat vor allem Andrea Palladio beeinflusst.